# لويس هربرت
لويس هربرت (بالإنجليزية: Louis Herbert)‏ هو لاعب كرة قدم أسترالية أسترالي، ولد في 27 يونيو 1994.

## وصلات خارجية
- لويس هربرت على موقع AustralianFootball.com (الإنجليزية)
- لويس هربرت على موقع AFLtables.com (الإنجليزية)